# Maksimowo (przystanek kolejowy)
Maksimowo (ros. Максимово) – przystanek kolejowy w miejscowości Maksimowo, w rejonie safonowskim, w obwodzie smoleńskim, w Rosji. Leży na linii Moskwa - Mińsk - Brześć.